# Нимри, Найва
На́йва Ни́мри ([ˈnaʝwa ˈnimri], исп. Najwa Nimri, араб. نجوى نمري‎; род. 14 февраля 1972, Памплона) — испанская актриса и певица иорданского происхождения.

## Биография
Мать Найвы — наваррка, а отец — иорданец. У неё есть брат Карим и две сестры Сара и Надия. Двоюродный брат Александр Наймер также является испанским певцом.
Её имя в переводе с арабского означает «экстаз». Ещё в детстве Нимри с семьёй переехала в Бильбао. В настоящее время Найва проживает в Мадриде.

## Карьера

### В кино
Первую роль она сыграла в фильме «Прыжок в пустоту». В 1997 году она сыграла у режиссёра Алехандро Аменабара в фильме «Открой глаза» вместе с Пенелопой Крус и Эдуардо Норьегой, исполнив ту же роль, что и Камерон Диас позднее в американской версии этого фильма «Ванильное небо».

### В музыке
Её карьера певицы началась с небольшой группы. В 1996 году Найва сформировала группу «Najwajean» совместно с Карлосом Джином. Кроме того, она выпустила четыре сольных альбома. Сингл Capable в 2006 году возглавлял испанский хит-парад. За музыку к фильмам «Асфальт» и «Миротворцы» она получила номинацию на премию «Гойя».

## Фильмография

### Фильмы
| Год  | ф/с | Название                  | Оригинальное название          | Роль         |
| ---- | --- | ------------------------- | ------------------------------ | ------------ |
| 1995 | ф   | Прыжок в пустоту          | Salto al Vacío                 | Алекс        |
| 1997 | ф   | Вслепую                   | Blinded                        | Марруби      |
| 1997 | ф   | Открой глаза              | Abre los ojos                  | Нурия        |
| 1998 | ф   | Любовники полярного круга | Los amantes del Círculo Polar  | Ана в юности |
| 2000 | ф   | Асфальт                   | Asfalto                        | Лусия        |
| 2001 | ф   | Люсия и секс              | Lucía y el sexo                | Элена        |
| 2001 | ф   | Фауст 5.0                 | Fausto 5.0                     | Джулия       |
| 2003 | ф   | Утопия                    | Utopía                         | Анжела       |
| 2005 | ф   | 20 сантиметров            | 20 centímetros                 | Крольчиха    |
| 2005 | ф   | Метод Грёнхольма          | El método                      | Ньевес       |
| 2006 | ф   | Жизнь Селии               | Las Vidas de Celia             | Селия        |
| 2007 | ф   | Экспресс на Овьедо        | Oviedo Express                 | Барбара      |
| 2007 | ф   | Матахарис                 | Mataharis                      | Ева          |
| 2010 | ф   | Всё, что ты хочешь        | Todo lo que tú quieras         | Марта        |
| 2010 | ф   | Ирландский маршрут        | Route Irish                    | Марисоль     |
| 2010 | ф   | Комната в Риме            | Habitación en Roma             | Эдурне       |
| 2011 | ф   | Вербо                     | Verbo                          | Инес         |
| 2012 | ф   | Вино лета                 | The Wine of Summer             | Ана          |
| 2013 | ф   | 10 000 ночей где-нибудь   | 10.000 noches en ninguna parte | Клаудия      |
| 2018 | ф   | Кто будет тебе петь       | Quién te cantará               | Лила         |
| 2018 | ф   | Кровавое дерево           | El árbol de la sangre          | Макарена     |
| 2018 | ф   | Восьмое измерение         | La octava dimensión            | Ольга        |

## Сериалы
| Год       | Название                | Оригинальное название                          | Роль          | Эпизоды     |
| --------- | ----------------------- | ---------------------------------------------- | ------------- | ----------- |
| 2015–2019 | Визави                  | Vis a Vis (Locked Up)                          | Зулема Заир   | 40 эпизодов |
| 2019–2021 | Бумажный дом            | La casa de papel (Money Heist)                 | Алисия Сьерра | 25 эпизодов |
| 2020      | Визави: Оазис           | Vis a Vis: El Oasis (Locked Up: The Oasis)     | Зулема Заир   | 8 эпизодов  |
| 2021      | Удивительная реальность | Insiders                                       | Ведущая       | 7 эпизодов  |
| 2023      | Берлин                  | La casa de papel: Berlín (Money Heist: Berlin) | Алисия Сьерра |             |

## Подкаст
| Год  | Название          | Роль        | Эпизоды     |
| ---- | ----------------- | ----------- | ----------- |
| 2020 | Vis a vis: Cara B | Зулема Заир | 10 эпизодов |

## Дискография

### Najwajean
- «No Blood» (1998)
- «Asfalto» (2001)
- «Guerreros» (2002)
- «Najwajean Selection» (2002)
- «Till it breaks» (2008)
- «Crime» (2008)
- «Waiting» (2015)
- «Bonzo» (2015)
- «Drive me» (2016)

### Сольные альбомы
- 2001 — «Carefully»
- 2003 — «Mayday»
- 2006 — «Walkabout»
- 2010 — «El último primate»
- 2012 — «Donde rugen los volcanes»
- 2014— «Rat Race»
- 2020 — «Viene de Largo»
- 2021— «AMA»

#### Сольные синглы
- That Cyclone (2001) from Carefully – No. 37
- Following Dolphins (2001) from Carefully – No. 68
- Go Cain (2003) from Mayday – No. 20
- Hey Boys, Girls (2003) from Mayday – No. 26
- Capable (2006) from Walkabout – No. 3
- Push It (2006) from Walkabout
- Le Tien, Le Mien (2006) from Walkabout
- El último primate (2010) from El Ultimo primate
- Como un animal (2010) from El ultimo primate.
- Donde rugen los volcanes" (2012) from Donde rugen los volcanes
- Somos su nuevo invitado (2012) from Donde rugen los volcanes
- Feed Us (2014) from Rat Race
- Rat race (2014) from Rat Race
- Pijama (2014) from Rat Race
- Lento (2020) from Viene de largo
- Panpan (2020)
- Mira Como Van (2020)
- Santa Claus llego a la cuidad (2020)